# اکاریپالام
اکاریپالام (به انگلیسی: Acharipallam) در هند است که در تامیل نادو واقع شده‌است.

## خصوصیات
اکاریپالام ۱۲٬۷۴۳ نفر جمعیت دارد.